# Jacques Piasenta
Jacques Piasenta est un entraîneur d'athlétisme, né le 12 septembre 1942 à Créteil, il a notamment été l'entraîneur de Marie-José Pérec et de Christine Arron

## Biographie
Ancien perchiste, il a entrainé à ses débuts, en 1972, Guy Drut et également Eric Slama puis entre autres Michèle Chardonnet, son épouse, médaillée de bronze sur 100 mètres haies en 1984 aux JO de Los Angeles, Stéphane Caristan champion et recordman d'Europe du 110 m haies en 1986, Monique Ewanje-Epée championne d'Europe du 100 m haies en 1990 ainsi que Philippe Tourret et Dan Philibert sur 110 m haies, ou encore chez les femmes Cécile Cinelu, Linda Ferga et Reïna-Flor Okori faisant de lui le meilleur entraîneur européen sur les haies. Il a aussi entraîné Marie-José Pérec (et lui a permis d'être championne du monde en 1991 et championne olympique en 1992), Christine Arron et Muriel Hurtis en sprint.
En septembre 2010, il annonce sa collaboration avec Ladji Doucouré en parallèle de Renaud Longuèvre qui reste l'entraîneur du hurdleur. Il supervisera la partie technique.
Il est réputé pour ses kinogrammes (reportages image par image permettant l'étude précise du geste).
Jacques Piasenta a filmé Guy Drut. À partir de ces films il lui a fait part à plusieurs reprises de ses observations sur le plan technique. Les entraîneurs de Guy Drut ont été Pierre Legrain qui l'a formé et Raymond Dubois qui l'a amené au titre olympique en 1976.

## Principaux résultats comme entraîneur
- Nombre de titres gagnés en tant qu'entraîneur : 
  - 32 titres de champion de France en plein air
  - 3 médailles mondiales
  - 5 titres européens
  - 2 médailles olympiques
- avec Michèle Chardonnet
  -  médaille de bronze Jeux olympiques 1984 sur 100 m haies
- avec Marie-José Pérec
  -  médaille d'or Championnats du monde 1991 sur 400 m
  -  médaille d'or Jeux olympiques 1992 sur 400 m
- avec Stéphane Caristan
  -  médaille d'or Championnats d'Europe 1986 sur 110 m haies
- avec Monique Éwanjé-Épée
  -  médaille d'or Championnats d'Europe 1990 sur 100 m haies
- avec Christine Arron
  -  médaille d'or Championnats d'Europe 1998 sur 100 m
- avec le Relais 4 × 100 mètres féminin
  -  médaille d'argent Championnats du monde 1999
  -  médaille de bronze Championnats du monde 1997
  -  médaille d'or Championnats d'Europe 1998